# Ljudska glasba
Ljudska glasba (tudi tradicionalna glasba, včasih tudi etno-glasba) je tradicionalna, večinoma ustno prenešena glasba raznih ljudstev, kulturnih ali etničnih skupin. Značilna je za regionalno kulturo. Obsega njihovo vokalno (pesmi), inštrumentalno in plesno glasbo. Ljudska glasba lahko daje tudi značilnosti moderni zabavni glasbi. Je odsev življenja temeljnih plasti etničnih skupin, kar vključuje delavski, kmečki ali obrtniški stan. Lahko predstavlja folklorno izročilo preteklosti, delno pa lahko nastaja tudi v današnjem času. Bistvo tovrstne umetnosti je, da je v kolektivni lasti vsega ljudstva, ki jo iz roda v rod ohranja, lahko pa tudi spreminja ali segmentarno opušča. Avtorji so večinoma pozabljeni in zato neznani (ponarodelost), tvorec je lahko posameznik ali pa skupina; šolane ali neizobražene osebe. Prav tako ni pomembno, ali je taka glasba izvirna ali prevzeta od drugih (večinoma sosednjih) ljudstev, pa tudi iz umetne glasbe. Značilno je, da jo ljudstvo v svojem okolju (družina, vaška skupnost, obrtniška delavnica) sprejme za svojo in njeno vsebino prenaša po ustnem izročilu. V slovenskem kulturnem prostoru so največ ljudske glasbe prenašali in izvajali potujoči, krajevni ter vaški godci. Prihajali so v vasi in mesta ob raznih prilikah, ob praznovanjih, ženitovanjih, veselicah, sejmih, godovanjih ter sezonskih delih.

## Glasbila v slovenski ljudski pesmi
Slovenski ljudski pevci so svojo glasbo izvajali na ljudska glasbila, kot so:
- oprekelj
- gosli
- bordunske citre
- trstenke
- ljudske različice prečnih flavt (straniščica, žvegla)
- piščali dvojnice ali vidalice
- lokalne različice dud
- harmonika, citre, klarinet, tamburice ...

Starejša in preprostejša glasbila (dvojnice, piščali, borduske citre, nekatere vrste dud) so si godci pogosto izdelovali sami. Zahtevnejša glasbila so izdelovali posebni mojstri (harmonika, citre, žvegla), ali pa so jih godci kupovali v trgovinah. Nabor glasbil, s katerimi so ustvarjali ljudski godci, se je od nekdaj spreminjal s časom, dostopnostjo tudi novih glasbil ter različnimi glasbenimi vplivi.
Veda, ki se ukvarja z ljudsko glasbo, je etnomuzikologija.

## Posnetki
- Imate z zagonom datotek težave? Poskusite si pomagati s pomočjo za predstavnostno gradivo.